# Encheloclarias tapeinopterus
Encheloclarias tapeinopterus é uma espécie de peixe da família Clariidae.
É endémica da Indonésia.